# Мамедов, Тофик (футболист, 1958)
Тофик Мамедов (азерб. Tofiq Məmmədov; 30 июля 1958) — советский и азербайджанский футболист, защитник и полузащитник.

## Биография
В первенствах СССР провёл более 10 сезонов в составе клуба «Прогресс»/«Динамо»/«Кяпаз» (Гянджа), сыграв за это время около 300 матчей во второй лиге. В 1991 году также выступал во второй низшей лиге за «Автомобилчи» (Евлах) и «Гёязань» (Казах).
После распада СССР вернулся в «Кяпаз» и выступал за клуб до 40-летнего возраста, сыграв 131 матч в высшей лиге Азербайджана. Становился чемпионом страны в сезонах 1994/95, 1997/98, бронзовым призёром 1995/96, обладателем Кубка Азербайджана 1996/97, 1997/98.
После окончания игровой карьеры тренировал юношеские команды «Кяпаза».